# Holcoceroides scythrella
Holcoceroides scythrella är en fjärilsart som beskrevs av Sinev 1986. Holcoceroides scythrella ingår i släktet Holcoceroides och familjen förnamalar. Inga underarter finns listade i Catalogue of Life.